# Helén Ängmo
Liss Helén Ängmo, född 14 oktober 1961 i Linköpings församling i Östergötlands län, är en svensk ämbetsman. 

## Biografi
Helén Ängmo var generaldirektör för Skolinspektionen mellan februari 2016 och mars 2025.
Hon har tidigare arbetat som överdirektör på Skolverket (2008–2015), samt som vikarierande generaldirektör. Hon har även varit departementsråd på Utbildningsdepartementet, utvecklingschef på Statskontoret och kansliråd på Finansdepartementet.
Ängmo har haft flera uppdrag som särskild utredare åt regeringen. Åren 2015–2016 var var hon utredare för Gymnasieutredningen. Hon har även varit ordförande för delegationen för arbetsplatslärande (YA-delegationen). Vidare har hon lett utredningen om en effektivare tillsyn av socialtjänsten år 2022–2024.  
Hon har verkat i internationellt utbildningssamarbete och bland annat varit vice ordförande för Center for educational research and innovation (CERI) inom Organisationen för ekonomiskt samarbete och utveckling (OECD).
Hon har vidare varit ledamot i Uppsala universitets styrelse och i styrelsen för Universitets- och högskolerådet.